# Фініша (Нью-Йорк)
Фініша (англ. Phoenicia) — переписна місцевість (CDP) в США, в окрузі Ольстер штату Нью-Йорк. Населення — 268 осіб (2020).

## Географія
Фініша розташована за координатами 42°4′59″ пн. ш. 74°18′52″ зх. д. / 42.08306° пн. ш. 74.31444° зх. д. (42.083154, -74.314328).  За даними Бюро перепису населення США в 2010 році переписна місцевість мала площу 1,18 км², уся площа — суходіл.

## Демографія
Згідно з переписом 2010 року, у переписній місцевості мешкало 309 осіб у 170 домогосподарствах у складі 65 родин. Густота населення становила 262 особи/км².  Було 202 помешкання (171/км²).
Расовий склад населення:
| - 96,1 % — білих - 1,0 % — азіатів |

До двох чи більше рас належало 2,9 %. Частка іспаномовних становила 1,9 % від усіх жителів.
За віковим діапазоном населення розподілялося таким чином: 13,3 % — особи молодші 18 років, 63,7 % — особи у віці 18—64 років, 23,0 % — особи у віці 65 років та старші. Медіана віку мешканця становила 52,4 року. На 100 осіб жіночої статі у переписній місцевості припадало 87,3 чоловіків;  на 100 жінок у віці від 18 років та старших — 87,4 чоловіків також старших 18 років.
Середній дохід на одне домашнє господарство  становив 37 864 долари США (медіана — 37 586), а середній дохід на одну сім'ю — 66 502 долари (медіана — 58 836). За межею бідності перебувало 5,6 % осіб, у тому числі 0,0 % дітей у віці до 18 років та 0,0 % осіб у віці 65 років та старших.
Цивільне працевлаштоване населення становило 50 осіб. Основні галузі зайнятості: будівництво — 42,0 %, мистецтво, розваги та відпочинок — 24,0 %, освіта, охорона здоров'я та соціальна допомога — 20,0 %.